# Xã Putnam, Quận Tioga, Pennsylvania
Xã Putnam (tiếng Anh: Putnam Township) là một xã thuộc quận Tioga, tiểu bang Pennsylvania, Hoa Kỳ. Năm 2010, dân số của xã này là 425 người.